# CNNディス・モーニング
『CNNディス・モーニング（CNN This Morning）』は、アメリカ・CNNで2022年11月1日から2024年2月22日まで放送されていた朝の番組。同局の朝の番組として『ニュー・デイ』の後継として、新責任者のクリス・リヒトが主導する番組変更の一環として設立された。契約上の理由から、HLNでも同時放送され、同ネットワークの長年の朝の番組『モーニング・エクスプレス・ウィズ・ロビン・ミード』に代わった。
当初は、ニューヨーク市のCNNスタジオからドン・レモン、ポピー・ハーロウ、ケイトラン・コリンズがホストを務めていた。2023年4月にレモンが解雇され、コリンズが新しいプライムタイム番組『ザ・ソース（The Source）』のホストのため同年5月に降板することで離職が始まった。同年8月に元ホワイトハウス担当記者のフィル・マッティングリーがハーロウの常任共同アンカーに任命されるまで、彼らのポジションは交代の共同アンカーによって埋められていた。
2024年2月、新CEOのマーク・トンプソンは、『CNNディス・モーニング』を打ち切り、その時間帯を『CNNニュースセントラル』に置き換えると発表した。2024年2月22日に最終回を放送した。
CNNは『CNNディス・モーニング』ブランドで早朝番組の放送を続けており、2024年2月26日、かつてのリードイン番組『アーリー・スタート』（ワシントンD.C.からケイシー・ハントがアンカーを務める）は『CNNディス・モーニング』にブランド変更された。CNNはまた、アトランタからビクター・ブラックウェルとアマラ・ウォーカーがアンカーを務める『CNNディス・モーニング・ウィークエンド（CNN This Morning Weekend）』というタイトルで週末朝の番組を引き続き放送している。

## 歴史
クリス・リヒトは、ワーナーメディアがディスカバリーと合併してワーナー・ブラザース・ディスカバリーを設立した後、ジェフ・ザッカーの後任として、2022年4月にCNNの責任者に就任した。同年5月の同社最初のアップフロントで、リヒトは新しいCNN朝の番組の計画を発表し、「我々はこの分野で朝の放送番組の破壊者になることを目指しており、これを行うための人材とリソースがあると信じている」と述べた。
リヒトは、過去の雇用主で朝の番組を立ち上げた経験があり、特にパネルディスカッションに焦点を当てた形式に重点を置いている。2007年にMSNBCで『モーニング・ジョー』を開始し、2012年に『CBSディス・モーニング』を開始し、後者は当初、CBSのこの時間枠でここ数年で最も成功した形式だったが、セクハラ疑惑によるチャーリー・ローズの解任後、2017年に不安定さと衰退が見られ始め、最終的に2021年に『CBSモーニングス』として再始動された。
9月15日、CNNはドン・レモンがプライムタイムの番組『ドン・レモン・トゥナイト』を降板し、仲間のCNNアンカーであるポピー・ハーロウとケイトラン・コリンズが加わる新しい朝の番組に移ると発表した。10月12日、番組はアメリカ合衆国中間選挙に先立って11月1日に初放送され、タイトルは『CNN This Morning（CNNディス・モーニング）』になると発表された。2023年3月、デレク・ヴァン・ダムが番組の気象学者として参加することが発表された。
2022年12月1日、『モーニング・エクスプレス・ウィズ・ロビン・ミード』に代わって12月6日からHLNでも同時放送されることが発表された。『CNNディス・モーニング』はHLNに残っている唯一のニュース番組であり、報道によると、同チャンネルはフルタイムの犯罪ドキュメンタリー番組に移行するため、ニュースコンテンツを提供するという契約上の義務を果たすためだけに残されているという。
2023年4月24日、レモンはCNNを解雇された。同年5月17日、コリンズは同ネットワークの東部時間21:00のアンカーとして発表され、自身の新しい番組は6月に開始された。『CNNディス・モーニング』でのコリンズの役職は、現在のCNNスタッフが交代で務めることになる。同年8月14日、CNNは同ネットワークのホワイトハウス担当記者だったフィル・マッティングリーをハーロウの常任共同アンカーに指名した。
2024年2月5日、新CEOのマーク・トンプソンは『CNNディス・モーニング』が打ち切りとなり、同月後半に最後の放送を放映すると発表し、2月22日に最終回を放送した。トンプソンは、CNNがニューヨークから朝の番組を制作することはもうないと述べた。2月26日、ジョン・バーマン、ケイト・ボルドゥアン、サラ・サイドナーによる『CNNニュースセントラル』の朝の枠が東部時間9:00から東部時間7:00に繰り上がり、CNNの早朝番組『アーリー・スタート』は『CNNディス・モーニング』のブランドを引き継ぎ、場所をワシントンD.C.に移し、再び2時間に拡大された。マッティングリーはCNNの国内担当主任記者に昇進した。

## 出演者

### 週末
アンカー
- アマラ・ウォーカー（2022年11月1日 - 現在）
- ビクター・ブラックウェル（2023年3月25日 - 現在）
- ボリス・サンチェス（Boris Sanchez、2022年11月5日 - 2023年3月19日、現：ワシントンの『CNNニュースセントラル』で共同アンカーとして出演中）

### 著名な過去の出演者

#### 平日
アンカー
- ポピー・ハーロウ（2022年11月1日 - 2024年2月23日）
- フィル・マッティングリー（2023年8月14日 - 2024年2月23日）
- ドン・レモン（2022年11月1日 - 2023年4月24日）4月24日の放送後に解雇。ローテーション代理アンカーに置き換えられた。その後、共同アンカーは2名のみとすることが決定された。
- ケイトラン・コリンズ（2022年11月1日 - 2023年5月25日）CNNの21:00の時事問題・トーク番組の常任ホストに任命された後、番組を降板。後に『ザ・ソース・ウィズ・ケイトラン・コリンズ（The Source with Kaitlan Collins）』というタイトルになった。

気象学者
- デレク・ヴァン・ダム（Derek Van Dam、2023年3月27日 - 2024年2月23日）